# La strada entra nella casa
La strada entra nella casa (Die Straße dringt in das Haus) ist ein Gemälde von Umberto Boccioni. Das Werk entstand nach seinem Parisaufenthalt im November des Jahres 1911, einer sehr intensiven Schaffensperiode Boccionis. Anfangs schlicht mit Balkon betitelt, wurde es bereits ein Jahr später erstmals und unter dem Titel La rue entre dans la maison gezeigt, und zwar anlässlich der ersten im Ausland organisierten Futuristen-Ausstellung in der Pariser Galerie Bernheim-Jeune vom 5. bis 24. Februar 1912. Von den 35 Exponaten wurden im März 34 in London in der Sackville Gallery gezeigt, im April in Berlin in Herwarth Waldens Sturm-Galerie führte der Katalog nur noch 24 nun als „unverkäuflich“ und im „Privatbesitz“ befindliche Gemälde auf. Die Ausstellung ging noch nach Brüssel, Hamburg, Den Haag und Amsterdam. In Berlin erwarb, neben anderen Gemälden, der Bankier und Sammler Albert Borchardt ebendieses Gemälde. Heute befindet es sich im Sprengel Museum in Hannover.

## Bildbeschreibung
Die Hauptperson, farblich in verschiedenen Blauabstufungen dargestellt, wird in Rückenansicht gezeigt und überblickt von einem erhöhten Standpunkt aus, dem Balkon, das Treiben auf der Straße. Sie ist eine Art Repoussoir, das den Betrachter in die Tiefe des Bildes führt. Auf der Straße darunter heben Bauarbeiter eine Baugrube aus und stellen Holzstäbe auf zur Errichtung eines Gerüsts für einen Neubau. Dieser Bildpart bildet das Zentrum und besticht durch seine intensive Farbigkeit, die von einem satten gelb über orange zu braun reicht. Durchbrochen wird die Farbigkeit des Geschehens durch die Gewänder der Arbeiter, die in diversen Blauabstufungen gehalten sind. Eingefasst wird die Szenerie durch Häuserreihen, die in Richtung des Bildmittelpunktes zu kollabieren scheinen und sich auch in ihrer Farbigkeit von einem pastellfarbenen Violett, über ein lichtes Blau bis schließlich hin zu Gelb gegen den Mittelpunkt steigern. Rechts sowie links an den Häusern befindet sich ebenfalls eine Frau auf einem Balkon, die auf das Geschehen herniederblickt. Uwe M. Schneede beschreibt es wie folgt: „Eine Stadtszenerie bricht über die Frau herein.“ Eine Inspiration bezüglich des Werkes La strada entra nella casa erlangte Boccioni wohl auch von seinem Wohnort in Mailand, dem Obergeschoss des Hauses mit der Nummer 23 in der Via Adige, wo er von 1908 bis 1913 mit Unterbrechungen lebte. Die Gegend war gekennzeichnet durch die schnelle Industrialisierung. Nach Laura Mattioli Rossi zeigt ebendieses Gemälde den Bau der Besozzi-Marzoli-Fabrik, aber auch andere Werke wie beispielsweise La città che sale sollen von diesem Standort beeinflusst sein.

## Prinzip der Simultaneität
Im Vorwort des Katalogs zur Ausstellung in der Galerie Bernheim-Jeune schrieb Boccioni 1912:
„Wenn man eine Person auf dem Balkon ( Innenansicht ) malt, so begrenzen wir nicht die Szene auf das, was uns das schmale Fensterviereck zu sehen erlaubt, sondern wir bemühen uns, die Empfindungen des Auges der auf dem Balkon befindlichen Person in ihrer Gesamtheit zu geben: das sonnendurchflimmerte Gesumm der Straße, die beiden Häuserreihen, die sich zu seiner Rechten und Linken entlangziehen, die blumengeschmückten Balkons; das heißt: Gleichzeitigkeit der Atmosphäre, folglich Ortsveränderung und Zergliederung der Gegenstände, Zerstreuung und Ineinanderübergreifen der Einzelheiten, die von der laufenden Logik befreit, eine von der anderen unabhängig sind.“
Die Bildbeschreibung zu Das Leben der Straße dringt in das Haus im Berliner Ausstellungskatalog lautete:
„Der vorherrschende Eindruck des Bildes: Wenn man ein Fenster öffnet, tritt der ganze Lärm der Straße, die Bewegungen und die Gegenständlichkeit der Dinge draußen plötzlich in das Zimmer. Der Maler beschränkt sich nicht darauf, wie ein Photograph, das wiederzugeben, was er von dem kleinen viereckigen Ausschnitt seines Fensters aus sieht. Er bringt alles auf das Bild, was man auf einem offenen Balkon von allen Seiten übersehen kann.“

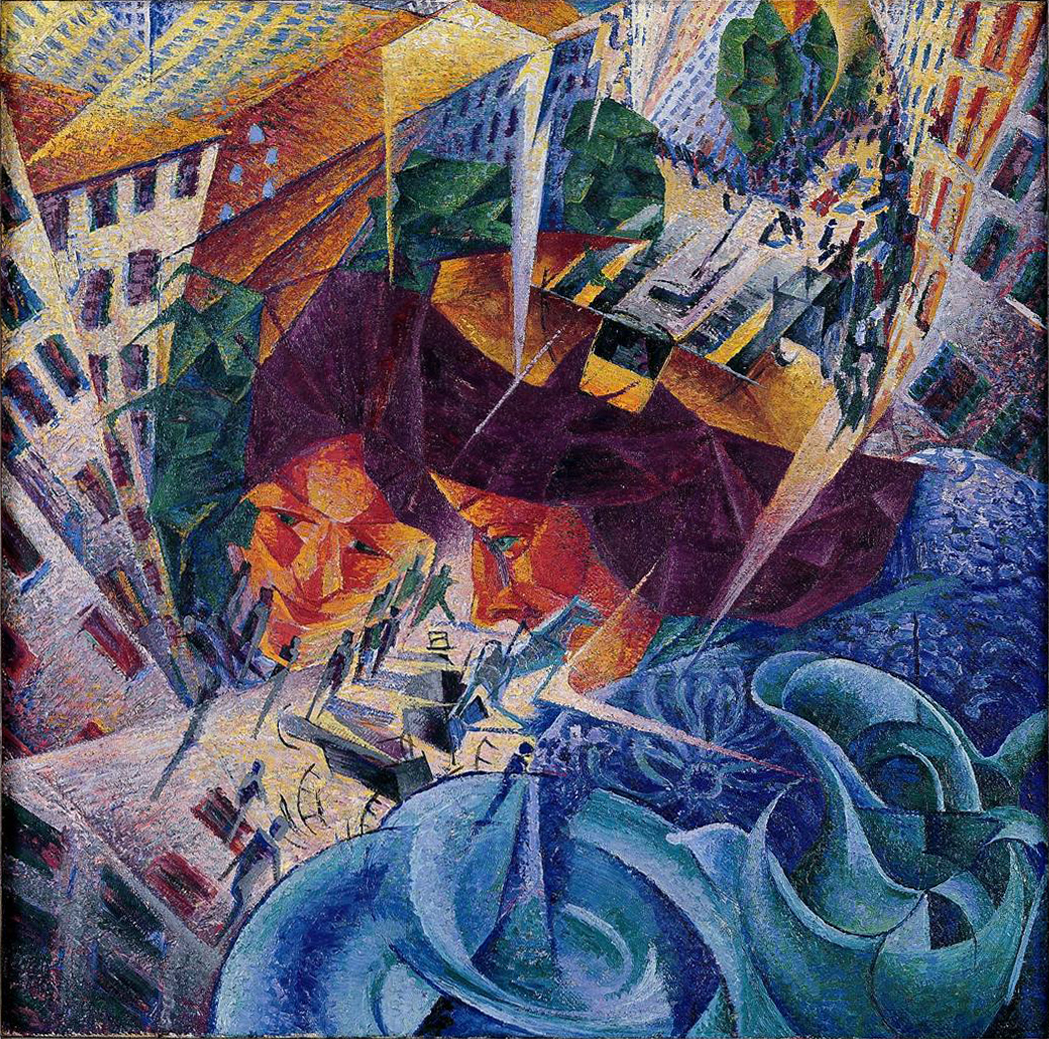
Umberto Boccioni: Visioni simultanee (Simultanvisionen), um 1912, Öl auf Leinwand, 60,5 × 60,5 cm, Von der Heydt-Museum, Wuppertal

Obwohl der Schriftsteller und Kritiker Guillaume Apollinaire den Futurismus als „Abklatsch des Kubismus“ sah – so schrieb er zum Beispiel als Reaktion auf die Ausstellung der Futuristen in der Galerie Bernheim-Jeune in Paris, die von 5. bis zum 24. Februar stattfand: „Quant à l’art futuriste, il fait un peu sourire, à Paris, mais il ne faudrait pas qu`il fît sourire les Italiens, ou bien ce serait tant pis pour eux. [Was die futuristische Kunst betrifft, so wird sie in Paris ein wenig belächelt, aber die Italiener sollten sie nicht belächeln, sonst wäre es schlecht für sie.]“ – so merkte er im Zuge einer Ausstellung der Werke Boccionis an, dass Boccioni der wichtigste Theoretiker des Futurismus sei. In seinem 1914 erschienenen kunsttheoretischen Werk Pittura Scultura Futuriste (Dinamico Plastico) / Futuristische Malerei und Plastik (Bildnerischer Dynamismus) bietet er eine Ausführung sowie eine Zusammenfassung seines kunstästhetischen Verständnisses. Doch bereits im zuvor teilweise zitierten Vorwort zur Ausstellung in der Galerie Bernheim-Jeune lassen sich die Grundtendenzen erkennen. Wurden diese Prinzipien zuvor nur theoretisch formuliert, so finden sie in dem Werk Die Straße dringt in das Haus ein / La strada entra nella casa, beziehungsweise auch in dem Werk Visioni simultanee / Simultanvisionen, das etwa zeitgleich entstand, erstmals auch Niederschlag in der Praxis. Ein zentrales Prinzip futuristischer Ästhetik ist das der Simultaneität, das sie als ihr spezifisch eigenes deklarierten, worüber es bald zu einer Auseinandersetzung mit Robert Delaunay und den französischen Kubisten kam. Folgen wir der futuristischen Auffassung, so meint Simultaneität die Verbindung objektiver Anschauungen mit den durch Sinnesempfindungen angeregten subjektiven Gedanken- und Gefühlsassoziationen. Der Gedanke der Gleichzeitigkeit der verschiedenen Stufen der Erinnerung in der Wahrnehmung war angeregt durch die Schriften Henri Bergsons, die ihm bereits seit 1910 bekannt gewesen sein dürften. Bergson bezeichnete dies als „durée“. Es war gedacht als Analogon zum Erlebnis der Großstadt mit ihren mannigfaltigen Sinneseindrücken. Richard Huelsenbeck beschreibt die Simultaneität in seinem 1920 entstandenen Buch En avant Dada wie folgt:
„Simultaneität ist gegen das Gewordene für das Werden. Während ich mir z. B. nacheinander bewusst werde, dass ich gestern eine alte Frau geohrfeigt und mir vor einer Stunde die Hände gewaschen habe, fällt der Schrei der Bremse einer elektrischen Straßenbahn und das Poltern des Ziegels, der vom nächsten Dach fällt, gleichzeitig in mein Ohr, und mein Auge (mein äußeres oder mein inneres) richtet sich auf, um in der Gleichzeitigkeit dieser Geschehnisse einen schnellen Sinn des Lebens zu erhaschen. […] Es wird mir unmittelbar bewusst, dass ich lebe. […] Simultaneität ist direkter Hinweis auf das Leben.“
Bildnerisch übertrug Boccioni dieses Prinzip durch die Wiederholung ein und desselben Bildelements einerseits (die Frau am Balkon wiederholt sich an den Seiten, in anderer Kleidung zwar, aber in derselben Pose), aber auch durch das gegenseitige Eindringen der Objekte. Die Wiederholung der beobachtenden Frau thematisiert die Gleichzeitigkeit der Perspektiven, ist aber auch eine Aufforderung an den Betrachter, die Komplexität der Geschehnisse assoziativ wahrzunehmen.
Die gegenseitige Penetration der Objekte führt uns zu einem weiteren zentralen Punkt, dem Dynamismus. In seinem Werk Pittura Scultura Futuriste (Dinamico Plastico) definiert er Dynamismus wie folgt:
„Der Dynamismus ist die simultane Aktion der charakteristischen Bewegung, die dem Gegenstand eigen ist (absolute Bewegung), und der Veränderung, die der Gegenstand durch die Ortsveränderung im Verhältnis zur beweglichen oder bewegungslosen Umgebung erfährt (relative Bewegung)“.
Diese dem Gegenstand innewohnende Bewegung, die „absolute Bewegung“, sei, so Boccioni, lediglich rein intuitiv zu erfassen und ließe sich nicht intellektuell oder analytisch begreifen. Dieses analytische Denken wirft er den Kubisten vor, welche die Gegenstände „sezieren“. Auch wenn er stark gegen den Kubismus polemisiert, so wendet er in seinen Werken selbst Ideen daraus an. So zersplittert er die Gegenstände, um uns eine allumfassende Ansicht zu geben. Die Vorstellung von einer absoluten und einer relativen Bewegung war ebenfalls stark beeinflusst von den Ideen Henri Bergsons. Die absolute Bewegung beschränkt sich aber nicht auf das Objekt, sondern die Objekte dringen ineinander ein und stehen in wechselseitiger Abhängigkeit. So überschneiden sich die Objekte im Werk und beeinflussen sich gegenseitig. Boccioni setzt sie übergangslos zueinander ins Verhältnis. Das Pferd ragt in den Balkon und in den Kopf der Dame hinein, die Häuser fallen zusammen. Bereits der Titel Die Straße dringt in das Haus impliziert das Aufbrechen und Verschmelzen verschiedener Sphären, nämlich des privaten mit dem öffentlichen Raum. Gelegentlich wird der Titel auch mit Der Lärm der Straße dringt in das Haus ein übersetzt, womit der Versuch angedeutet wird, akustische Reize optisch wiederzugeben.

## Verhältnis außen zu innen
Zur Ausstellung des Guggenheim Museums 2004 bemerkte die Kuratorin Vivien Green in einem Essay, dass die private, häusliche Sphäre eine traditionell weibliche sei und dass sich hier diese beiden spezifisch männlichen bzw. weiblichen Bereiche überschneiden. Die Beziehung zwischen dem Innen- und Außenraum wird bei Boccioni in diversen frühen Bildern thematisiert, zum Beispiel in dem Porträt der Signora Massimino, das 1908 entstand und in dem ebenfalls das eigentliche Geschehen auf der Straße stattfindet. Beide Sphären treten jedoch noch isoliert nebeneinander auf. In dem 1909 entstandenen Werk La sorella al balcone / Die Schwester am Balkon 1909 trennt zwar noch das Geländer, aber die Grenzen beginnen zu verschwimmen.
Mittels Kraftlinien, ein Begriff, der erstmals im Vorwort des Ausstellungskataloges der Galerie Bernheim-Jeune in Paris 1912 auftaucht, versucht Boccioni, die Grenzen der Objekte zu verwischen und die Verbindung der Objekte zu ihrer Außenwelt zu zeigen, denn diese bilden eine „Verlängerung der Rhythmen“. Diese Kraftlinien geben einen bestimmten Gemütszustand wieder und binden so den Betrachter direkt ein. Boccioni bezeichnet dies als psychischen Transzendentalismus. Die Kraftlinien bilden eine Synthese zwischen der emotional expressiven Vision der Futuristen von der Dynamik und der analytisch formalen Herangehensweise der Kubisten.
Der Divisionismus, der für Boccioni mehr als nur ein künstlerisches Mittel ist, eignet sich besonders dazu, die Dynamik und die Penetration der einzelnen Objekte bildnerisch darzustellen. Gleichzeitig bildet es ein Paradoxon zu der ikonoklastischen Haltung der Futuristen gegenüber vergangener Kunst, da sich der Divisionismus parallel zu dem französischen Neo-Impressionismus entwickelte und seine Wurzeln in früheren künstlerischen Traditionen hat. Die divisionistische Technik eignet sich aufgrund der einzeln herausgehobenen Pigmente, um Licht geeignet wiederzugeben, das neben Bewegung „die Stofflichkeit der Körper zerstört“. In  Futurismus von Maurizio Calvesi findet sich eine ausführlichere Betrachtung des mystischen Lichtkults im Futurismus.
Das Werk sowie die darin zur Geltung kommenden Prinzipien gehen eine Synthese zwischen dem Divisionismus einerseits und dem Kubismus andererseits ein. Als Anregung dieses Werkes lässt sich das 1910 entstandene Werk La tour / Eiffelturmbilder  von Robert Delaunay sehen. In Pittura Scultura Futuriste deutet Boccioni an, dass er zu dieser Zeit bereits Kenntnisse des Kubismus in Paris hatte. Uwe M. Schneede nimmt an, dass ihm La tour / Eiffelturmbilder von 1910 durch eine Publikation aus dem Jahre 1911 bekannt waren. Delaunay selbst und die sogenannten orphischen Kubisten – ein von Apollinaire geprägter Begriff für eine zur Abstraktion tendierende Gruppierung innerhalb des Kubismus – waren stark von den Manifesten des Futurismus beeinflusst und konnten ihre Aussagen künstlerisch durch eine genaue Kenntnis des Kubismus anwenden. Abgesehen von den zu kollabieren scheinenden Häuserfassaden lässt sich jedoch keine eindeutige Aussage treffen, inwieweit Boccioni Anregungen Delaunays aufgenommen und in diesem Werk verwirklicht hat.